# Moïse Brou Apanga
Moïse Brou Apanga (Abidjan, 4 febbraio 1982 – Libreville, 26 aprile 2017) è stato un calciatore ivoriano naturalizzato gabonese.
Muore il 26 aprile 2017 per un attacco di cuore durante l'allenamento.

## Carriera

### Club
Dopo aver giocato con varie squadre di club, nel 2008 si trasferisce al Brest.

### Nazionale
Dal 2007 al 2017 ha giocato spesso con la Nazionale gabonese.